# Relaciones Chile-Yemen
Las relaciones Chile-Yemen son las relaciones internacionales entre Chile y Yemen. No existen relaciones diplomáticas entre los dos países.

## Relaciones económicas
En 2021, el intercambio comercial entre ambos países ascendió a los 2 millones de dólares estadounidenses, constando exclusivamente de exportaciones de aceite de pescado crudo desde Yemen a Chile.

## Misiones diplomáticas
- Chile no tiene ninguna embajada ni consulado en Yemen.[3]
- Yemen no tiene ninguna embajada ni consulado en Chile.[3]